# Pieter Gerardus van Os

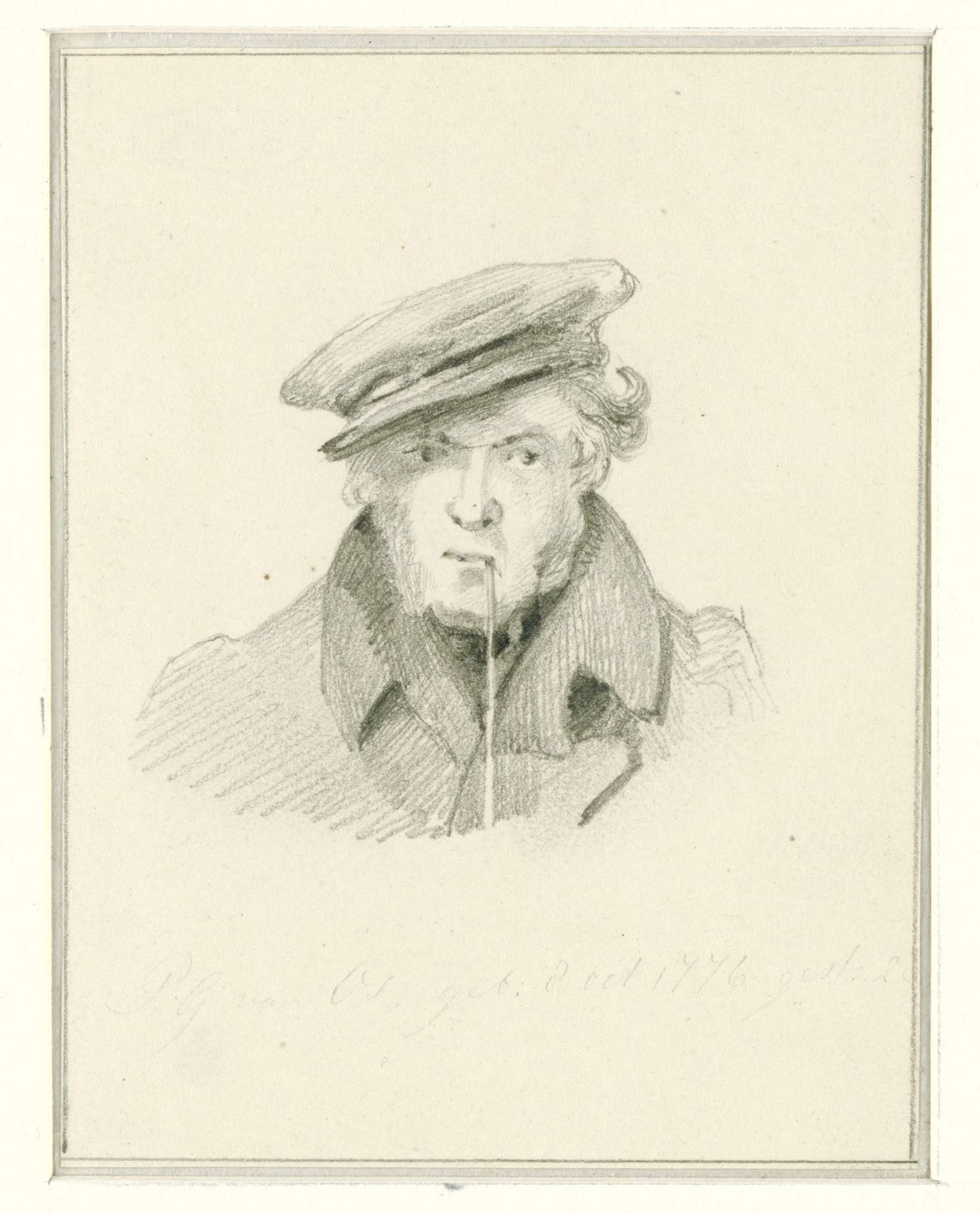
Pieter Gerardus van Os, självporträtt.

Pieter Gerardus van Os, född den 8 oktober 1776 i Haag, död där den 28 mars 1839, var en holländsk målare, son till Jan van Os, bror till Georgius Jacobus Johannes van Os och far till Pieter Frederik van Os.
van Os var lärjunge till sin far, men slog sig särskilt på djurmåleri och tog däri till förebilder Paulus Potter och Karel Dujardin. Åren 1813-14 var han kapten för en kår frivilliga och deltog som sådan i krigshändelserna, vilket gav upphov till framställningar av krigsscener. Tio av hans tavlor fanns vid 1900-talets början i Amsterdams museum. Det finns även värderade etsningar av hans hand.